# (21611) Rosoff
(21611) Rosoff (1999 JV50) – planetoida z pasa głównego asteroid okrążająca Słońce w ciągu 4,38 lat w średniej odległości 2,67 j.a. Odkryta 10 maja 1999 roku.